# Ahora y siempre (álbum de La Mafia)
Ahora y siempre es el título del décimo séptimo álbum de estudio de la banda estadounidense de música tejana La Mafia. Fue lanzado al mercado bajo el sello discográfico Sony Discos el 3 de noviembre de 1992. El álbum entró en las listas de Billboard en el número doce y alcanzó el número uno durante seis semanas.

## Lista de canciones
| Ahora y siempre |                            |                                                                                   |          |  |
| N.º             | Título                     | Escritor(es)                                                                      | Duración |  |
| 1.              | «Qué hare yo»              | E.J Ledesma                                                                       | 3:59     |  |
| 2.              | «No me pidas más»          | Ricardo Quijano                                                                   | 3:51     |  |
| 3.              | «A pesar de ti»            | Jorge Luis Piloto                                                                 | 3:36     |  |
| 4.              | «No soy el mismo»          | Jorge Luis Piloto                                                                 | 3:51     |  |
| 5.              | «Dónde el viento me lleve» | E.J. Ledesma                                                                      | 3:17     |  |
| 6.              | «Ahora y siempre»          | Ricardo Quijano                                                                   | 3:09     |  |
| 7.              | «Gracias»                  | José Antonio Corian · Armando "Mando" Lichtenberger Jr                            | 4:02     |  |
| 8.              | «Muero sin ti»             | José Antonio Corian · Hugo Raya                                                   | 3:16     |  |
| 9.              | «El amor»                  | Zezé di Camargo y Luciano Adapt: al español Alejandro Vezzani · Jorge Luis Piloto | 3:54     |  |
| 10.             | «Dile»                     | José Antonio Corian                                                               | 3:31     |  |
| 11.             | «Me estoy enamorando»      | Armando Larrinaga                                                                 | 3:27     |  |
| 12.             | «Ay amiga me voy»          | Jorge Luis Piloto                                                                 | 3:25     |  |

## Músicos

### La Mafia
- Óscar de la Rosa: voz
- Armando «Mando» Lichtenberger Jr.: teclados y acordeón
- Leonard Gonzales: guitarra
- David de la Garza: segundo teclado
- Rudy Martínez: bajo
- Michael Aguilar: batería

## Posicionamiento en las listas
| Lista (1993)                           | Máxima posición |
| -------------------------------------- | --------------- |
| U.S. Billboard Regional/Mexican Albums | 1               |
| U.S. Billboard Top Latin Albums        | 5               |

### Sucesión y posicionamiento
| Predecesor: Entre a mi mundo de Selena | U.S. Billboard Regional/Mexican Albums — Álbum N°. 1 (Primera vuelta) 15 de mayo de 1993 - 21 de mayo de 1993   | Sucesor: Entre a mi mundo de Selena |
| Predecesor: Entre a mi mundo de Selena | U.S. Billboard Regional/Mexican Albums — Álbum N°. 1 (Segunda vuelta) 12 de junio de 1993 - 9 de julio de 1993  | Sucesor: Live! de Selena            |
| Predecesor: Live! de Selena            | U.S. Billboard Regional/Mexican Albums — Álbum N°. 1 (Tercera vuelta) 31 de julio de 1993 - 6 de agosto de 1993 | Sucesor: Live! de Selena            |